# Kościół św. Michała w Nielubi
Kościół pod wezwaniem Świętego Michała w Nielubi – jeden z dwóch kościołów w Nielubi

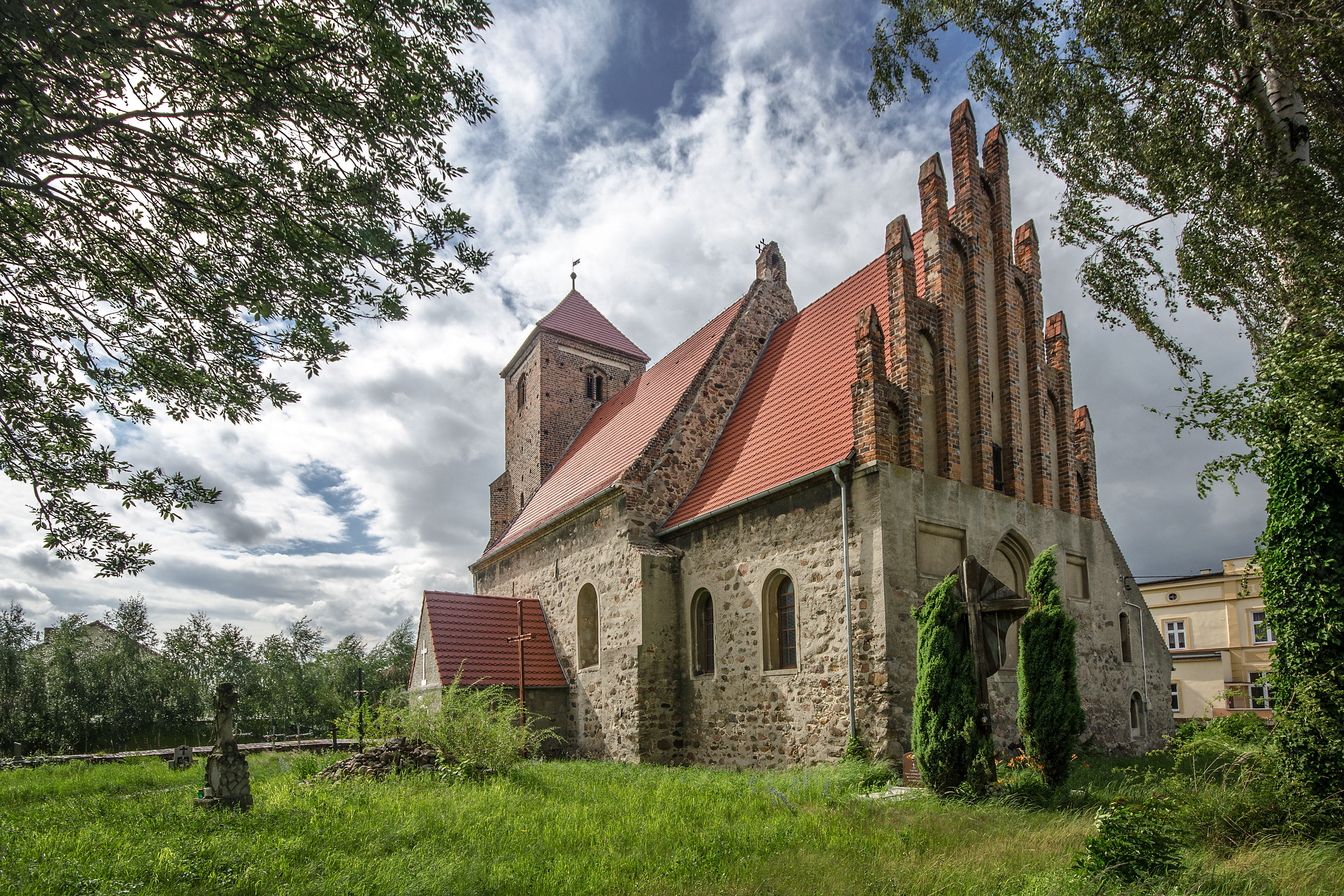
Widok od strony prezbiterium

## Historia
Pierwotnie kościół parafialny, wzmiankowany w 1323 roku, obecnie podlega parafii w Jakubowie. W efekcie reformacji kościół przeszedł na własność protestantów, katolikom został zwrócony w 1654 roku. Później luteranie otrzymali zezwolenie na użytkowanie kościoła. Ta sytuacja doprowadziło jednak do wielu skarg i w roku 1812 proboszcz Hummer stwierdził, że taki stan jest nie do zniesienia. Sąd duchowny zniósł prawa protestantów 4 czerwca 1864 roku.   

## Architektura

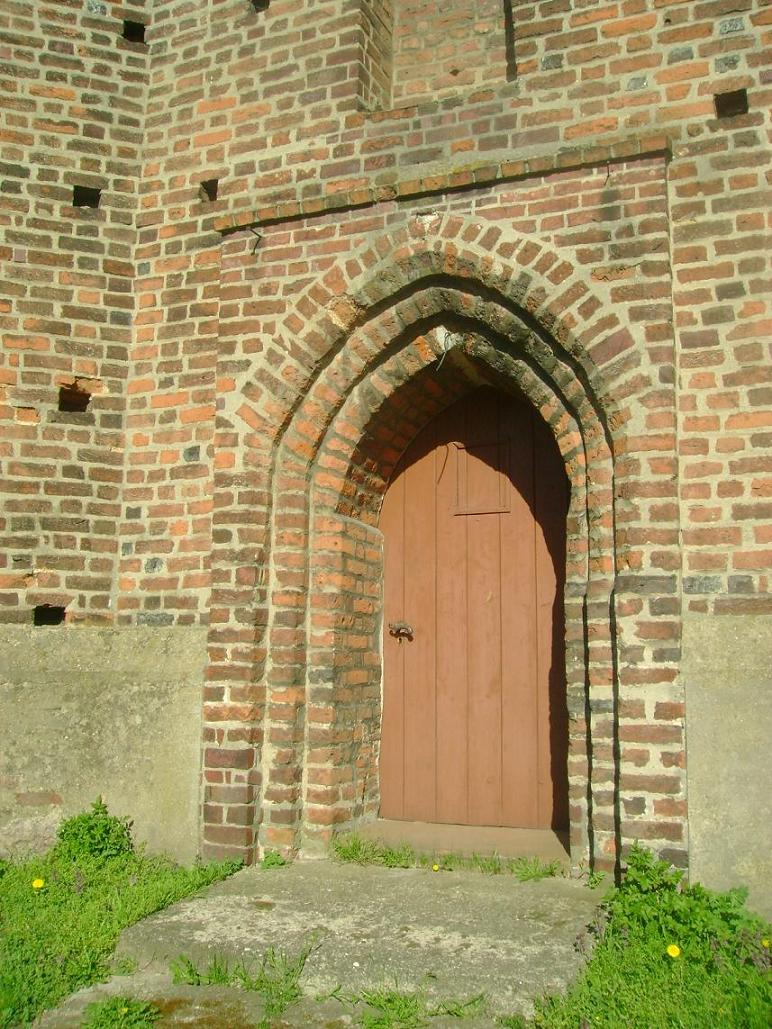
Wejście do kościoła

Zbudowany w końcu średniowiecza z kamieni polnych i cegieł. W XV wieku został powiększony o wieżę i zakrystię oraz nakryty sklepieniami. W stanie surowym pozostawiona jest wieża i szczyt wschodni, charakterystycznie rozczłonkowany przez siedem wydłużonych blend. Wieża i szczyt wschodni zbudowane z cegły w układzie polskim z użyciem układanej w romby zendrówki. Zakrystia została dobudowana później, od strony północno-wschodniej. W górnej części wieży, od strony północnej i południowej, motyw ruty wykonany z glazurowanej cegły. Chorągiewka na dachu wieży z roku 1829. Od południa kruchta. Sklepienie krzyżowe w nawie i prezbiterium. Wejście przez wieżę od strony północnej, ostrołukowe, ceglane. Wejście od południa skromne, ostrołukowe. Ściana północna podobnie jak i w innych kościołach (np. parafialnym w Jaczowie) bez okna. Brzegiem dachu, wzdłuż przedsionka biegnie szeroki fryz, na nim napis: Reno/vatum/Anno MDCCXI/-1711. W tym roku kościół otrzymał również wyposażenie wnętrza, może też i sklepienie w nawie głównej. Na wieży dwa dzwony - większy i mniejszy. Na mniejszym data: 1636.

## Wyposażenie

### Ołtarz główny
Kościół posiada późnobarokowy wystrój. Ołtarz główny, dwa ołtarze boczne po obu stronach łuku usunięto przy renowacji, gdy odmalowano kościół. Ołtarz stał tu do roku 1711 od czasu średniowiecza. Był szafkowy, a w nim trzy figury rzeźbione, wielkości naturalnej: NMP z Dzieciątkiem, św. Katarzyny i św. Jadwigi. Na łuku  napis z ostatniej renowacji. Nad krzyżem łuku zachowane monogram z dawniejszych czasów – IHS. Po obu stronach figury barokowe: św. Piotr i Jan Ewangelista. Obie pochodzą z kościoła w Jakubowie. Ambona rokokowa, z reliefem 12-letniego Jezusa w świątyni. W ołtarzu obraz: św. Michał strąca Lucyfera do piekieł. Po prawej i lewej stronie obrazu dwie figury drewniane: Archanioł Gabriel i Archanioł Rafał – z rybą, stoją po obu stronach obrazu. Nad obrazem oko Opatrzności. Wokoło pięć głów anielskich i hołd aniołów. Jeden z nich trzyma kadzielnicę. Za ołtarzem ostrołukowe okno.

### Organy
Organy z datą 1756, wyremontowane w 1839 roku. Są typu mechanicznego, posiadają 1 manuał, pedał i 7 głosów. Budowała je firma E. Wilhelm Breslau 1905. Prostokątna tabliczka fajansowa nad manuałem między registrami ma napis szwabachą. Kontuar umieszczony jest po lewej stronie szafy organowej. Registry są wyciągane, zakończone okrągłą gałką, na której przyklejono fajansowe tabliczki z mocno startymi napisami. Manuał jest również mocno zużyty. Klawiatura nożna zachowała się w dobrym stanie. Dwa miechy umieszczone są wewnątrz organów, ale brak elektrycznego urządzenia "Ventus". Po 1945 roku zachowały się wszystkie metalowe i drewniane piszczałki. Klasycystyczny prospekt jest prostej budowy i został przyozdobiony skromną dekoracją snycerską. Zakończony został pośrodku drewnianym krzyżem i podzielony na trzy pola. Po bokach umieszczono piszczałki po 11 sztuk, a w środkowym polu - 9 sztuk.  